# Ana Rucner

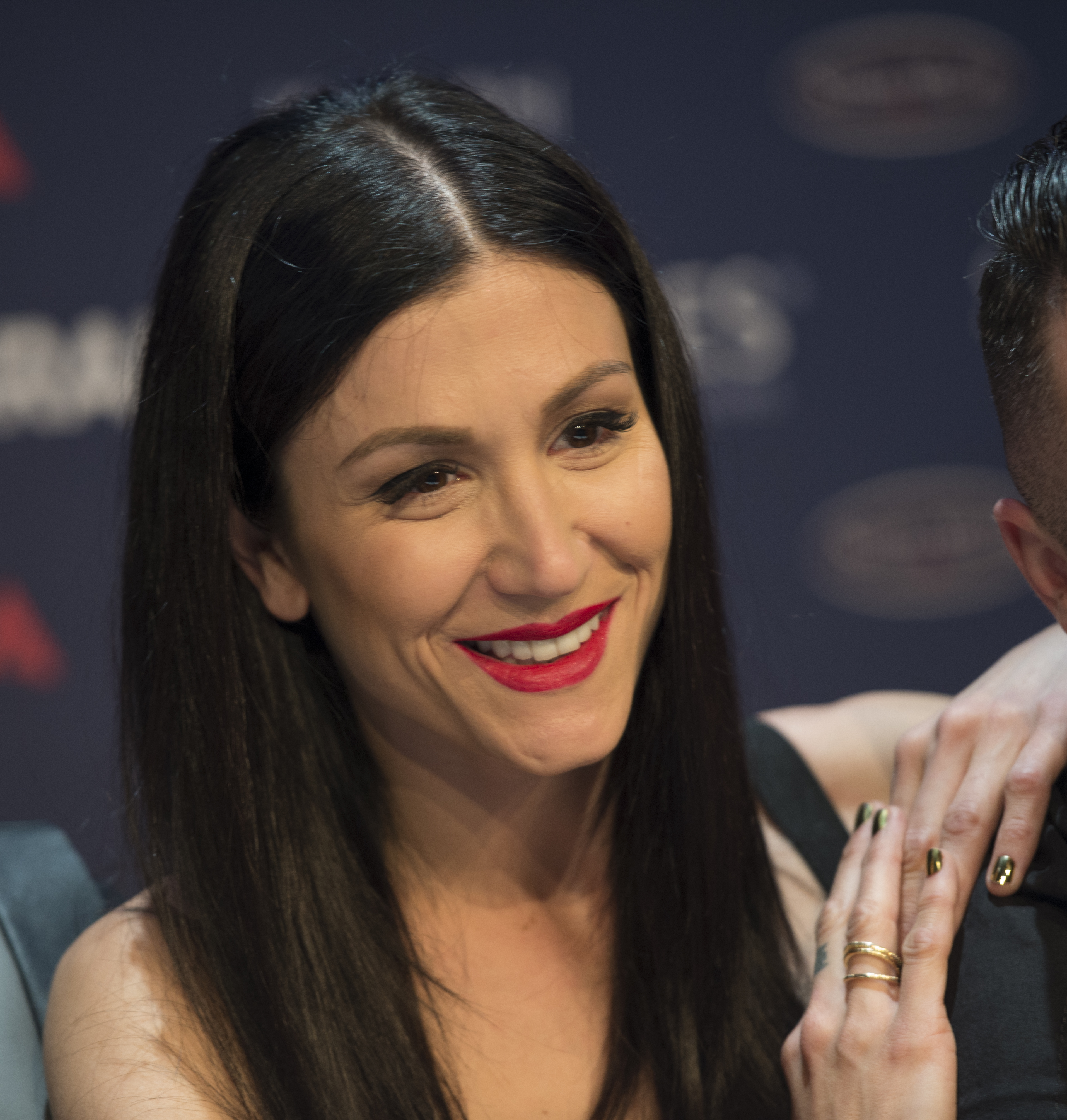
Ana Rucner (2016)

Ana Rucner (* 12. Februar 1983 in Zagreb, Kroatien) ist eine kroatische Cellistin.

## Leben und Wirken
Ana Rucner wuchs in einer musikalisch geprägten Familie auf. Ihre Mutter und ihr Bruder Mario Rucner sind ebenfalls Cellisten am Kroatischen Nationaltheater und ihr Vater ist Geiger in der Zagreber Philharmonie.
Anas Karriere startete bereits mit sieben Jahren an der Elly Bašić Music School in Zagreb. Während ihrer Ausbildung an der Musikschule war Ana nebenbei festes Mitglied der Philharmonie in Maribor (Slowenien). Es folgten internationale Preise und Auftritte in Italien und im europäischen Ausland.
2016 unterstützte sie die bosnischen Sänger Deen & Dalal, die beim Eurovision Song Contest für Bosnien und Herzegowina mit dem Lied Ljubav je... antraten, auf der Bühne.